# Terebellatanais floridanus
Terebellatanais floridanus is een naaldkreeftjessoort uit de familie van de Mirandotanaidae. De wetenschappelijke naam van de soort is voor het eerst geldig gepubliceerd in 2011 door Suárez-Morales, Londoño-Mesa & Heard.